# Jean-Paul Agon
Jean-Paul Agon   (Boulogne-Billancourt, 6 de juliol de 1956) és un empresari francès.
És el president i antic conseller delegat de la companyia internacional de cosmètica L'Oréal. A causa del límit d'edat de 65 anys de l'empresa, Nicolas Hieronimus el va substituir com a conseller delegat l'1 de maig de 2021, mentre continuava sent president del consell d'administració. Es va graduar a HEC Paris l'any 1978. El 7 d'abril de 2022 va ser nomenat president del consell d'administració de l'escola, en substitució de Jean-Paul Vermès.